# Saber Boukemouche
Saber Boukemouche (* 20. April 1992) ist ein algerischer Leichtathlet, der sich auf den 400-Meter-Hürdenlauf spezialisiert hat.

## Sportliche Laufbahn
Erste Erfahrungen bei internationalen Meisterschaften sammelte Saber Boukemouche im Jahr 2011, als er bei den Juniorenafrikameisterschaften in Gaborone in  54,87 s den siebten Platz über 400 m Hürden belegte und im 110-Meter-Hürdenlauf in der Vorrunde disqualifiziert wurde. 2014 gelangte er bei den Afrikameisterschaften in Marrakesch mit 50,67 s auf Rang sieben und im Jahr darauf nahm er an der Sommer-Universiade in Gwangju teil und schied dort mit 54,41 s im Vorlauf aus. Kurz zuvor gewann er bei den Arabischen Meisterschaften in Manama in 50,31 s die Silbermedaille hinter dem Bahrainer Ali Khamis Khamis. Im August startete er bei den Weltmeisterschaften in Peking und schied dort mit 51,54 s in der ersten Runde aus und anschließend belegte er bei den Afrikaspielen in Brazzaville in 49,87 s den sechsten Platz und verhalf der algerischen 4-mal-400-Meter-Staffel zum Finaleinzug und trug damit zum Gewinn der Bronzemedaille bei. 2017 schied er bei den Studentenweltspielen in Taipeh mit 51,63 s im Halbfinale über die Hürden aus und verpasste mit der Staffel mit 3:09,84 min den Finaleinzug. Im Jahr darauf wurde er bei den Mittelmeerspielen in Tarragona in 50,16 s Sechster und gewann mit der Staffel in 3:05,28 min die Bronzemedaille hinter den Teams aus Italien und Spanien. Anschließend erreichte er bei den Afrikameisterschaften in Asaba das Finale über 400 m Hürden, ging dort aber nicht mehr an den Start.
2019 gewann er bei den Arabischen Meisterschaften in Kairo in 50,41 s die Silbermedaille hinter seinem Landsmann Abdelmalik Lahoulou und 2022 gelangte er bei den Mittelmeerspielen in Oran mit 50,01 s auf Rang sechs. Anschließend belegte er bei den Islamic Solidarity Games in Konya in 49,74 s den fünften Platz. Im Jahr darauf gewann er bei den Panarabischen Spielen in Algier in 50,10 s die Bronzemedaille hinter dem Katarer Bassem Hemeida und seinem Landsmann Abdelmalik Lahoulou. 2025 gewann er dann bei den Arabischen Meisterschaften in Oran in 50,10 s die Bronzemedaille hinter dem Katarer Abderrahman Samba und Marc Anthony Ibrahim aus dem Libanon.
2023 wurde Boukemouche algerischer Meister im 400-Meter-Hürdenlauf.

## Persönliche Bestleistungen
- 400 m Hürden: 49,43 s, 2. August 2015 in Algier